# Gnoien
Gnoien là một small town in the huyện Güstrow, trong bang Mecklenburg-Western Pomerania, Đức. Đô thị này có cự ly 40 km về phía đông nam của Rostock. Gnoien có diện tích 41,08 km2, dân số thời điểm 30 tháng 6 năm 2006 là 3201 người.